# غصوان الثانية (ويس)
غصوان الثانية (بالفارسية: گسوان 2) هي منطقة سكنية تقع في إيران في قسم ويس الريفي. يقدر عدد سكانها بـ 77 نسمة .